# スイス国民党
スイス国民党（スイスこくみんとう、ドイツ語: Schweizerische Volkspartei, フランス語: Union Démocratique du Centre, イタリア語: Unione Democratica di Centro, ロマンシュ語: Partida Populara Svizra）は、スイスの保守政党。

## 党史
1917年、チューリヒ州で農工市民党として創立。1929年から連邦内閣に入閣するようになった。1937年には全国政党となり、1971年、グラールス州とグラウビュンデン州の民主党と合併し、国民党と改称した。
スイスは議会統治制の国であり、連邦参事会（連邦評議会とも）と呼ばれる連邦内閣は連邦議会から選出された7人の閣僚（大臣）によって構成される。7閣僚はそれぞれ一つの省を担当し、その中の1人が1年ごとの交替制で大統領職を兼任している。
連邦参事会を構成する7閣僚（交代制大統領職を含む）は1959年以来、議会を構成する上位4政党、すなわち自由民主党（急進民主党）、社会民主党、キリスト教民主党、国民党によって2：2：2：1の割合でポストを配分しており、その配分率はマジック・フォーミュラー（魔法の法則）と呼ばれてきた。しかし国民党は、2003年10月の総選挙で4位から第1党に躍進し、2003年12月10日に連邦議会で実施された閣僚選出選挙により、国民党2名、社民党2名、急進民主党2名、キリスト教民主党1名の割合に変わった。国民党からは、党内右派で躍進に貢献したクリストフ・ブロッハーが新たな閣僚となった。
2007年10月21日投開票の総選挙では、スイス国内で懲役を受けている外国人犯罪者の各母国への強制送還を訴え、自国民を示す白い羊の群れから外国人犯罪者を示す黒い羊が追い出される意匠のポスターを掲げた（）。この公約は人種差別として、一部のマスコミから激しい批判を受けた。しかし、スイス国民には政策は支持されて選挙結果では7議席増の62議席と、さらに議席を伸ばした。
ところが、2007年年末の内閣選挙で、党内右派のブロッハー司法・警察大臣が不信任を受け、党内左派のエフェリーネ・ヴィドマー＝シュルンプフが後任に指名された。この人選を不服とした国民党は、閣僚を拝命したシュルンプフを党の議員会議から締めだし、下野を宣言。さらに2008年6月1日には、シュルンプフや彼女を支持するグラウビュンデン州（シュルンプフの地元）の党員を除名した。また、6月2日、サミュエル・シュミット国防・スポーツ大臣が離党を宣言し、国民党は完全に野党になった。除名、あるいは離党した2人は、新党・スイス保守民主党に移籍した。
2008年12月10日、シュミット国防・スポーツ大臣が辞任し、後任の内閣選挙が行われた。国民党はブロッハーの復帰を望んだが、他党の批判が強く、元党首のウエリ・マウラーも擁立した。他党からはハンスイェルク・ヴァルターを後任に推す動きがあったが（ただしヴァルターは、指名されても辞退すると表明。国民党はブロッハー、マウラー以外の党員を指名した場合はシュルンプフ同様離党させると主張していた）最終的にマウラーが1票差で選出され、国民党は与党に復帰した。
2011年10月23日投開票の総選挙では、第1党を維持したが、54議席と8議席を減らした。同党の議席減は、1967年総選挙以来44年ぶりであった。2015年10月18日に行われた総選挙では、シリアなどからの難民・移民が欧州に押し寄せる中で移民の流入規制を訴えて支持を拡大し、議席を再び65にまで伸ばしている。この結果、国民党の閣僚枠は2を回復したが、閣僚指名選挙では国民党は2枠目に3人を擁立し、ギー・パルムランが当選した。
2019年の連邦議会選挙では、国民議会で12議席減の53議席となった。投票率は25.6%で、全州議会では1議席増の6議席となった。

## 政策
スイス国民党は、スイスの政治的主権と保守的な社会の維持を目指し、国民保守主義 を堅持する。さらに、党は個人の責任の原則を推進し、政府サービスの拡大に懐疑的である。この立場は、スイスの欧州連合への加盟の拒否、海外での軍事介入の拒否、社会福祉と教育への政府支出の増加の拒否などという点から明確です。SVPは「民主主義もリベラルな秩序も否定しない」と、スイスでは右派ポピュリズムや極右という言葉がほとんど使われない。
党の政策の重点は、外交政策、移民、国土安全保障政策、税と社会福祉政策にあります。政敵の間では、スイス国民党は強硬な立場を維持する政党として知られている。

### 外交政策
外交政策において、スイス国民党は、国連、EEA、EU、シェンゲン協定、ダブリン規約を含む政府間組織、特に超国家組織へのスイスの関与の増大、およびNATOとの緊密な関係に反対しています。 党は、国の厳格な中立と、国防を担当する機関としてのスイス軍の強力な役割の維持を支持しています。彼らは、軍隊は民兵部隊であり続けるべきであり、海外での介入に決して関与すべきではないと考えています。
2010年6月と7月、党は愚かな季節を使って、スイスがEUに加盟する代わりに、スイスの隣国の国境地域がスイスに加盟するという「グレータースイス」の概念を浮かび上げた。7月にドミニク・バエティグが連邦評議会に提出し、26人の党所属の評議員が署名した。 新聞「Die Welt」など、このイニシアチブは、スイスを解散し、近隣諸国に領土を分割するというムアンマル・アル・カダフィの提案に対する反応である可能性があると推測している。
SVPのもう一つの重要な懸念は、司法が政治に及ぼす影響が高まっていると主張していることです。SVPによると、この影響は、特に国際法を通じて、スイスの直接民主主義にますます疑問を投げかけています。直接民主主義の基準で正当な公法は、連邦裁判所で合意されるべきである。SVPによると、民主的に合法ではないヨーロッパの法律は、常にスイスの法律に従属するものとします。SVPはまた、裁判所が多数派の意思に反して決定を下したため、司法を非民主的であると批判しています。

### 移民とイスラム

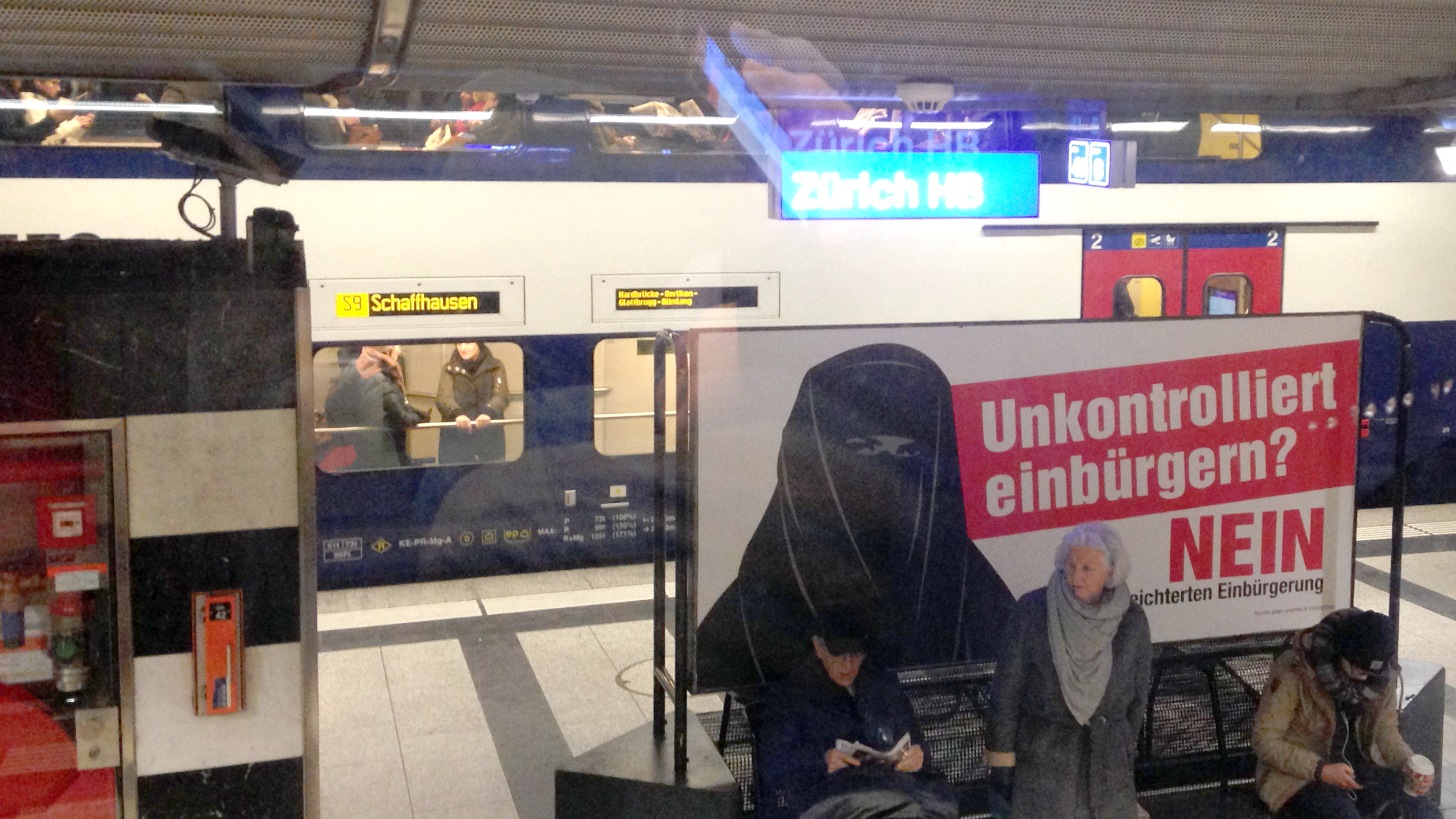
ムスリム移民に反対する広告